# Cryogenium
| Äon                                      | Ära                                                 | Periode    | ≈ Alter (mya) |
| später                                   | später                                              | später     | jünger        |
| ---------------------------------------- | --------------------------------------------------- | ---------- | ------------- |
| P r o t e r o z o i k u m Dauer: 1959 Ma | Neoproterozoikum Jungproterozoikum Dauer: 459 Ma    | Ediacarium | 541 ⬍ 635     |
| P r o t e r o z o i k u m Dauer: 1959 Ma | Neoproterozoikum Jungproterozoikum Dauer: 459 Ma    | Cryogenium | 635 ⬍ 720     |
| P r o t e r o z o i k u m Dauer: 1959 Ma | Neoproterozoikum Jungproterozoikum Dauer: 459 Ma    | Tonium     | 720 ⬍ 1000    |
| P r o t e r o z o i k u m Dauer: 1959 Ma | Mesoproterozoikum Mittelproterozoikum Dauer: 600 Ma | Stenium    | 1000 ⬍ 1200   |
| P r o t e r o z o i k u m Dauer: 1959 Ma | Mesoproterozoikum Mittelproterozoikum Dauer: 600 Ma | Ectasium   | 1200 ⬍ 1400   |
| P r o t e r o z o i k u m Dauer: 1959 Ma | Mesoproterozoikum Mittelproterozoikum Dauer: 600 Ma | Calymmium  | 1400 ⬍ 1600   |
| P r o t e r o z o i k u m Dauer: 1959 Ma | Paläoproterozoikum Altproterozoikum Dauer: 900 Ma   | Statherium | 1600 ⬍ 1800   |
| P r o t e r o z o i k u m Dauer: 1959 Ma | Paläoproterozoikum Altproterozoikum Dauer: 900 Ma   | Orosirium  | 1800 ⬍ 2050   |
| P r o t e r o z o i k u m Dauer: 1959 Ma | Paläoproterozoikum Altproterozoikum Dauer: 900 Ma   | Rhyacium   | 2050 ⬍ 2300   |
| P r o t e r o z o i k u m Dauer: 1959 Ma | Paläoproterozoikum Altproterozoikum Dauer: 900 Ma   | Siderium   | 2300 ⬍ 2500   |
| früher                                   | früher                                              | früher     | älter         |

Das Cryogenium ist ein chronostratigraphisches System und eine geochronologische Periode der Geologischen Zeitskala. Es ist das neunte System des Proterozoikums und das zweite des Neoproterozoikums. Es begann vor 720 Millionen Jahren und endete vor 635 Millionen Jahren, dauerte also 85 Millionen Jahre. Es folgte auf das Tonium und ging dem Ediacarium voraus.
Da aus dem nachfolgenden Ediacarium die ältesten Fossilien komplexer mehrzelliger Lebewesen (einschließlich der mutmaßlich frühesten bilateralsymmetrischen Tiere) überliefert sind, spielte das Cryogenium wahrscheinlich eine bedeutende, jedoch bislang weitgehend unverstandene Rolle in der Evolution des „höheren“ Lebens.

## Namensgebung und Definition
Der Name Cryogenium ist vom Altgriechischen κρύος (kryos) mit der Bedeutung kalt bzw. Eis und γένεσις (genesis) mit der Bedeutung Geburt, Entstehung abgeleitet. Der Name spielt auf die damalige annähernd globale Vereisung der Erde an.
Im Gegensatz zu den meisten anderen Systemen des Proterozoikums ist nur der Beginn des Cryogeniums nicht durch ein GSSP definiert, sondern durch ein GSSA (Global Stratigraphic Standard Ages), das heißt durch einen absoluten Zahlenwert, der nicht an ein Referenzprofil gebunden ist. Das Ende des Cryogeniums, zugleich Beginn des Ediacariums, ist über den GSSP des Ediacariums definiert.

## Ereignisse während des Cryogeniums

### Eiszeiten
In die Periode des Cryogeniums fallen die Sturtische (ca. 717 bis 660 mya) und Marinoische Eiszeit (ca. 650 bis 632 mya) mit annähernd globaler Vereisung (siehe „Schneeball Erde“). Allerdings ist das Ausmaß der Vereisung umstritten; am Äquator bestanden möglicherweise eisfreie Gebiete. Einige Modelle gehen eher von einer „Slushball Earth“ (aus dem Englischen übersetzt mit Schneematschball-Erde) aus.
Die sich anschließende Gaskiers-Eiszeit (ca. 579 mya) gehört bereits zum Ediacarium. Möglicherweise war der Sturtischen Eiszeit noch eine Vereisung vorausgegangen, die so genannte Kaigas-Eiszeit um 750 mya, die aber nicht so deutlich dokumentiert ist.
Bei den glazigenen Ablagerungen des Cryogeniums handelt es sich vorwiegend um Diamiktite oder proximale, proglaziale Sedimente, die in passiven Riftgräben während des Auseinanderbrechens von Rodinia abgesetzt wurden. Sie finden sich auf vielen der damaligen Paläo- und Mikrokontinente, wie beispielsweise westliches Nordamerika, China, Australien, Westafrika, Südamerika und Oman. In der Schichtenabfolge zeichnen sich die glazigenen Sedimente durch ihr abruptes Einsetzen, aber genauso auch durch ihr jähes Verschwinden aus. Gewöhnlich werden sie von so genannten Hutkarbonaten (Englisch cap carbonates) abgeschlossen, die ungewöhnliche sedimentologische, geochemische und Isotopenverhältnisse an den Tag legen. Die Hutkarbonate (meist Kalke, aber auch Dolomite) entstanden unter steigendem Meeresspiegel nach Beendigung der Vereisungen.

Die beiden für das Cryogenium charakteristischen Vereisungen waren von starken, positiven und negativen Exkursionen der δ13C-Werte begleitet.

Nach fast 1000 Millionen Jahre währender Abwesenheit kehrten die Bändererze erneut wieder und in ihrem Gefolge Phosphorite und Manganerze. Während des Cryogeniums wurden auch weltweit Schwarzschiefer abgelagert. Der Sulfatgehalt des Meerwassers nahm einen niedrigen Wert ein.
Noch vor Beginn des Cryogeniums begann der Superkontinent Rodinia um 750 mya auseinanderzubrechen und der umgebende Ozean Mirovia schloss sich allmählich. Als Neuformation sollte während des Ediacariums der Superkontinent Pannotia  mit dem Ozean Panthalassa hervorgehen. Die Ursachen der weltumspannenden Vereisungen dürften wahrscheinlich in diesem Auseinanderbrechen Rodinias begründet sein, da die Kontinentfragmente gen Äquator drifteten und sich dort ansammelten. Der Riftvorgang hatte gleichzeitig zu einem Herausheben der Kontinentbruchstücke geführt. Beide Effekte zusammengenommen hatten letztlich die Albedo  und gleichzeitig die Erosionsrate erhöht und somit über eine Erniedrigung der Kohlendioxidkonzentration in der Atmosphäre die weltweite Abkühlung in Gang gesetzt. Die beginnende Abkühlung reduzierte ihrerseits wiederum die biologische Aktivität.

### Meteoriteneinschlag
In die Zeit des Cryogeniums fällt der Einschlagkrater von Strangways im Northern Territory Australiens. Der Impakt erfolgte vor 646 ± 42 Millionen Jahren, der Durchmesser des Kraters betrug mehr als 24, möglicherweise sogar bis 40 Kilometer.

## Biologische Entwicklung

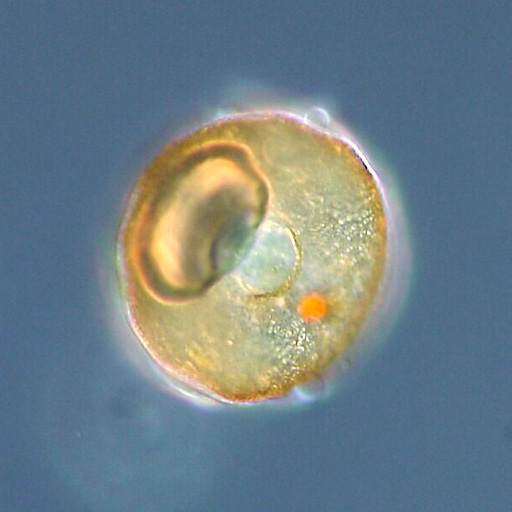
Die Amöbengattung Arcella unter dem Mikroskop

Aus dem Cryogenium liegen sog. „vasen-förmige Mikrofossilien“ vor, die sich mit einiger Wahrscheinlichkeit auf die Hüllen von Arcellinida beziehen lassen, einer Gruppe von gehäusetragenden (beschalten oder Testaten) Amöben (herkömmlich auch Schalenamöben oder Thecamoeben genannt). 
Entgegen früherer Annahmen war die Gruppe aber bereits vor der Sturtischen Vereisung im Fossilbericht präsent. Mikrofossilien liegen auch von den Acritarcha vor, einer problematischen Gruppe, die oft als Zysten oder Dauerstadien unbekannter einzelliger Eukaryoten interpretiert wird. Vielzellige Algen müssen, durch den berühmten Fund von Bangiomorpha pubescens nachgewiesen, bereits lange Zeit vorher existiert haben, auch wenn unzweideutige Fossilfunde aus dem Cryogenium selbst fehlen. Der Fund eines Otavia antiqua genannten Fossils, das von seinen Entdeckern den Schwämmen zugeordnet worden ist, würde auch den Ursprung der vielzelligen Tiere ins Cryogenium oder eine frühere Epoche datieren; die Deutung als Schwamm wird aber von anderen Forschern bestritten, so dass die Existenz von Metazoa im Cryogenium unsicher ist. Funde wie rätselhafte, scheibenartige Fossilien aus China, als „Jinxian Biota“ beschrieben könnten möglicherweise eukaryotische vielzellige Organismen repräsentieren, sind aber in ihrer Zuordnung völlig unsicher.
Schlüsselmikrofossilien des Cryogeniums:
- Cerebrosphaera buickii
- Leiosphaeridia crassa
- Bonniea dacruchares
- Acaciella australica
- Baicalia burra
- Irridinitus? – eine so genannte Twitya-Scheibe (engl. Twitya disc) der Twitya-Formation in Kanada
- Sphaerocongregus

## Stratigraphie

### Bedeutende Sedimentbecken und geologische Formationen
- Jangtse-Kraton, südliches China:
  - Nantuo-Formation – 654 bis 635 mya
  - Datangpo-Formation – 663 mya
  - Liantuo-Formation – um 750 mya
- Vindhya-Supergruppe im Norden Indiens – 1700 bis 600 mya
- Otavi Group in Namibia – 760 bis 650 mya
  - Abenab Subgroup – 720 bis 635 mya
    - Chuos-Formation (entspricht der Sturtischen Eiszeit) – um 720 mya

  - Ugab Subgroup – 746 bis 720 mya
  - Ombombo Subgroup – 760 bis 746 mya
- Pahrump Group im Death Valley – 1200 bis zirka 550 mya
- Grand Canyon Supergroup in Arizona – 1250 bis 700/650 mya
  - Chuar Group – 770 bis 742 mya
- Windermere Supergroup in den Mackenzie Mountains und in Südwestkanada – 762 bis 728 mya
- Eleonore Bay Supergroup im Osten Grönlands – 950 bis 610 mya
- Polarisbreen Group auf Spitzbergen – 700/650 bis 575 mya
- Akademikerbreen Group auf Spitzbergen – 800 bis zirka 700/650 mya
- Dalradian Supergroup in Schottland – 806 bis 480 mya
  - Argyll Group – 645 bis 595 mya
  - Appin Group – 659 bis 645 mya
  - Grampian Group – 806 bis zirka 700 mya